# Kippebrug (Amsterdam)
De Kippebrug (brug nummer 270) is een stenen voetgangersbrug op de Oostelijke Eilanden aan de oostrand van het centrum van Amsterdam. De brug verbindt het eiland Kattenburg over de Kattenburgervaart met het eiland Wittenburg.
Van de drie bruggen die Kattenburg verbinden met Wittenburg is de Kippebrug de oudste. De brug werd gebouwd naar een ontwerp van Piet Kramer in 1923 en is gebouwd in de stijl van de Amsterdamse School. Kramer was toen werkzaam bij de Dienst der Publieke Werken. De kenmerken van Kramer zijn aanwezig in de vorm van de mengeling van baksteen en natuursteen (graniet, die laatste met name de schampstenen en dekstenen. Afwijkend zijn de houten balustrades, bij Kramer meestal van smeedijzer. De brug vormde een geïntegreerd onderdeel van het ronde brughoofd aan de Wittenburgerzijde, waar vanaf 1923 een badhuis stond. Het ontwerp van dat badhuis was eveneens afkomstig van Publieke Werken en werd dus ook gebouwd in de stijl van de Amsterdamse School. De brug werd in 1947 gerenoveerd, maar daarbij werd het loopdek circa 75 cm verhoogd, waardoor beide landhoofden een opstapje en helling kregen. Beginjaren 1960-1969 werd de omgeving getroffen door sloop en nieuwbouw. De brug bleef gehandhaafd, het badhuis werd gesloopt, maar de ronde plek bleef wel zichtbaar.
In 1986 werd de nieuwbouw pas afgerond en verscheen vlak naast de Kippebrug de Witte Katbrug (brug 1914), waardoor het mogelijk werd de Kippebrug in oude glorie te herstellen (dus zonder de verhoging). Opvallend is dat de brug pas in 1987 officieel werd geopend door wethouder Michael van der Vlis in het kader van de stadsvernieuwing.
Het is een van de weinige bruggen in Amsterdam, waarbij de officieuze naam overgegaan is in een definitieve naam (het metalen naambordje is aan een granieten deksteen bevestigd). De vernoeming wijst op Kippenbrug, een oude term voor voetgangersbrug. Andere nieuwere bruggen op de Oostelijke Eilanden kregen eveneens dierennamen, zoals Pelikaanbrug en Ezelsbrug.

## Zie ook

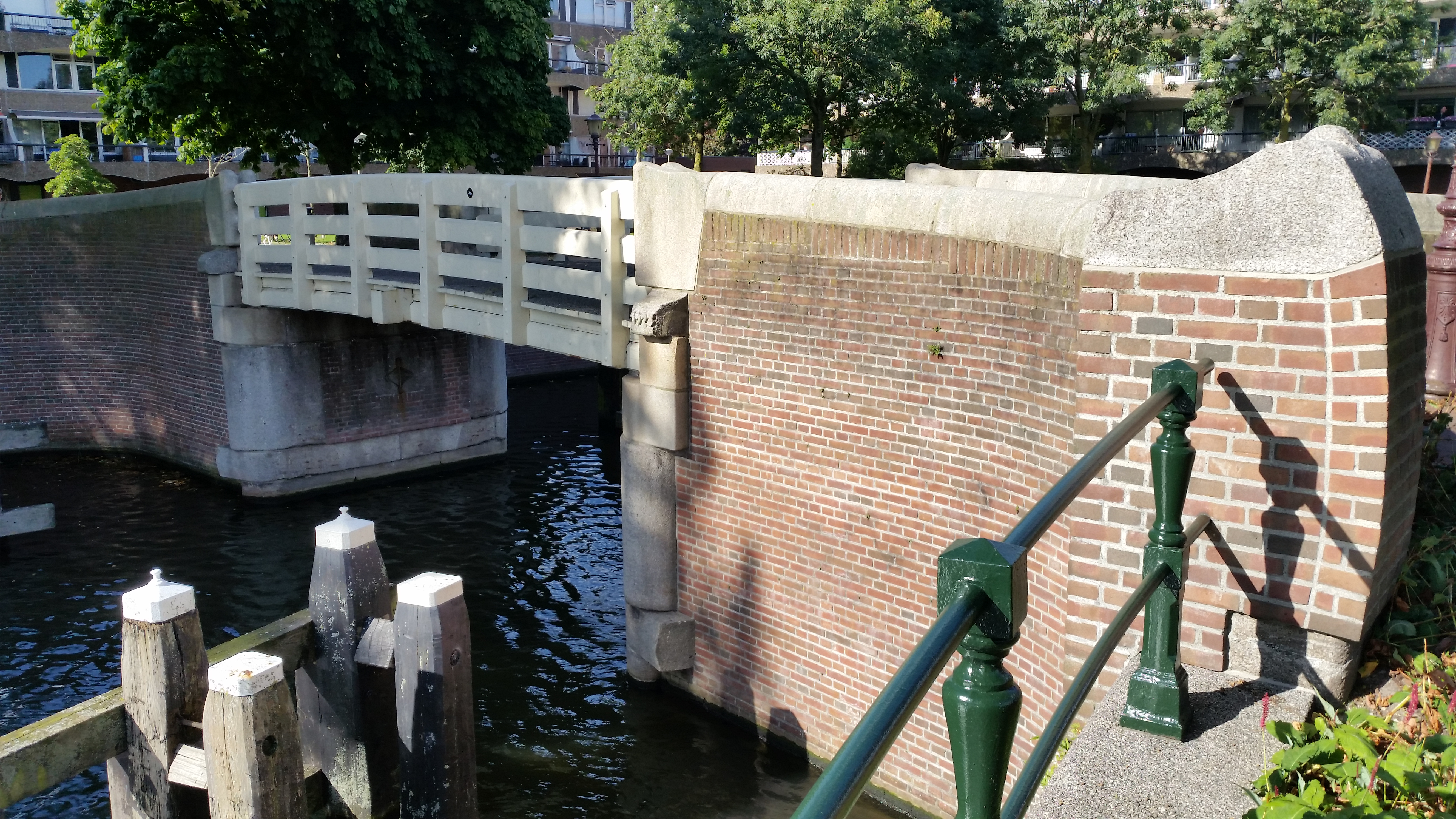
Zijaanzicht van Kippebrug (met Anno 1923)(september 2019)

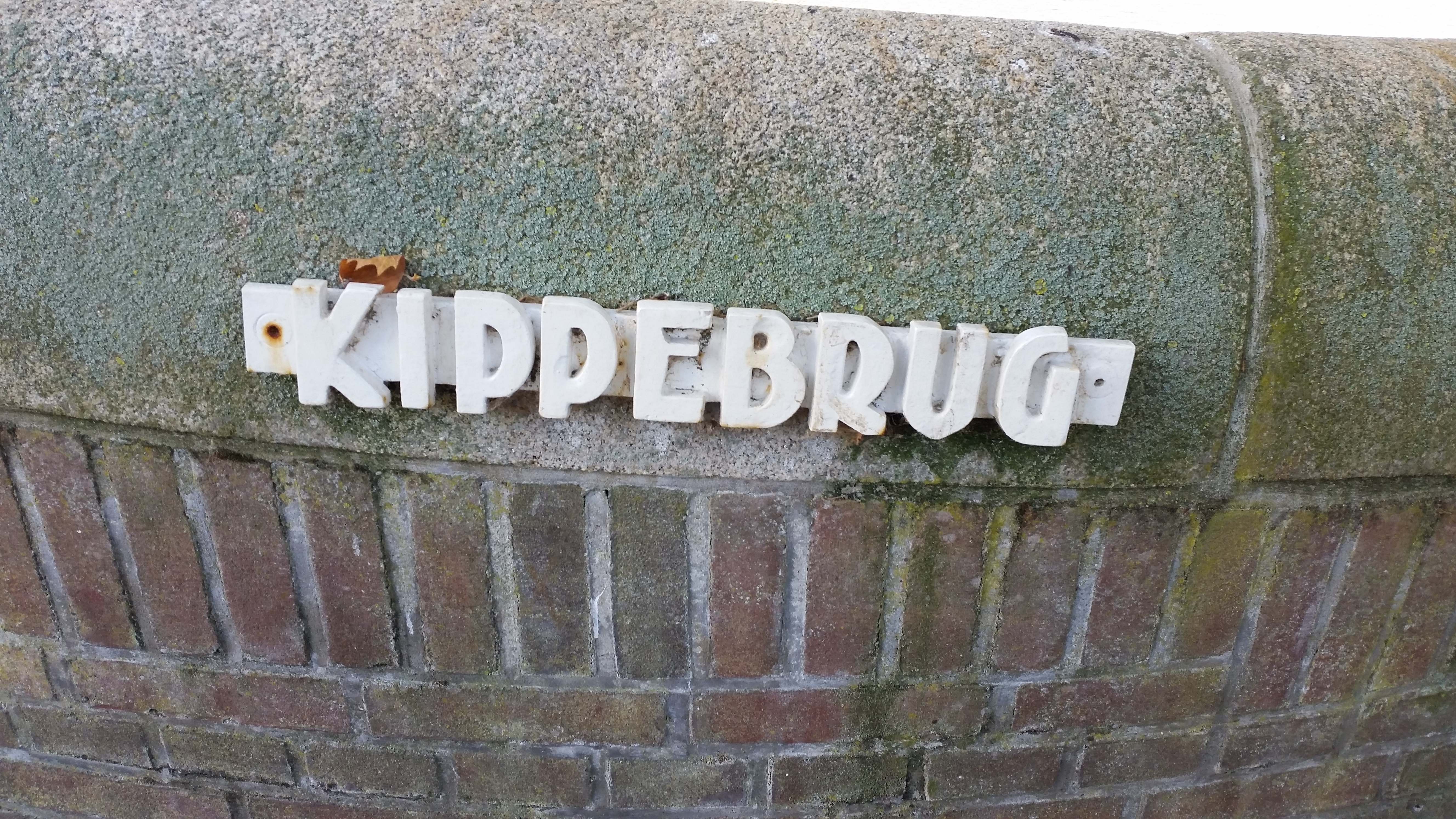
naamplaat (september 2019)